# Rengasdengklok Utara
Rengasdengklok Utara is een bestuurslaag in het regentschap Karawang van de provincie West-Java, Indonesië. Rengasdengklok Utara telt 18.364 inwoners (volkstelling 2010).